# Georges Detreille

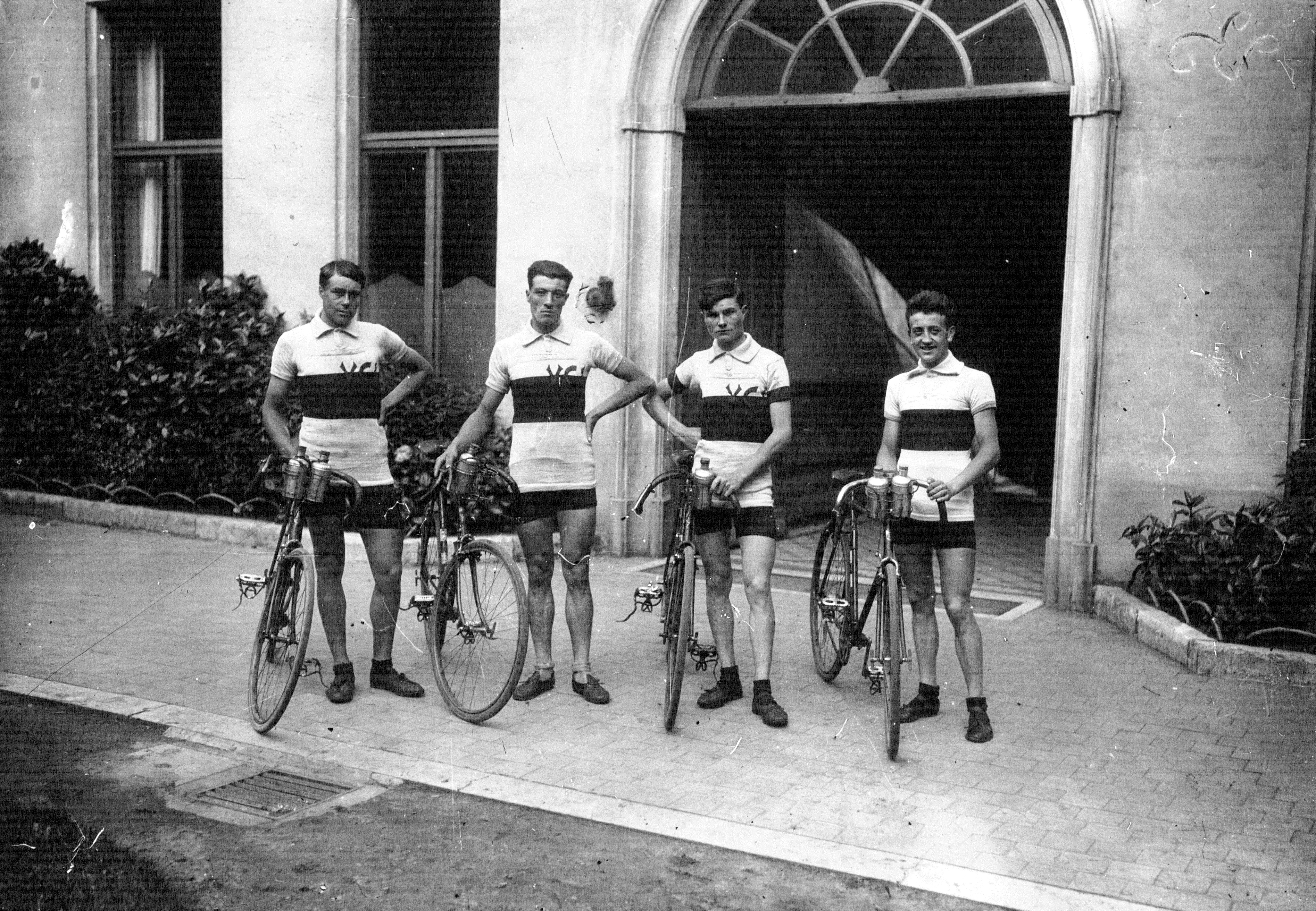
Juegos Olímcpicos de Amberes. Equipo francés después de ganar la contrarreloj por equipos. De izquierda a derecha Canteloube, Detreille, Souchard y Gobillot

Georges Detreille (Bourg-en-Bresse, 8 de septiembre de 1893 - Ars-sur-Formans, 13 de mayo de 1957) fue un ciclista francés que fue profesional entre 1921 y 1926. 
Antes de pasar al profesionalismo tomó parte en los Juegos Olímpicos de Amberes de 1920, donde ganó una medalla de oro en la contrarreloj por equipos, formando equipo con Achille Souchard, Fernand Canteloube y Marcel Gobillot. También corrió en la contrarreloj individual, donde acabó en sexta posición. 

## Palmarés
- 1920
  - Medalla de oro en la Contrarreloj por equipos de los Juegos Olímpicos de Amberes (con Fernand Canteloube, Achille Souchard y Marcel Gobillot) 
  - 1º en la París-La Flèche